# Nimrod Greenwood
Nimrod Greenwood, né le 28 octobre 1929 et mort le 9 septembre 2016, est un rameur d'aviron australien. 

## Carrière
Nimrod Greenwood a participé aux Jeux olympiques de 1952 à Helsinki. Il a remporté la médaille de bronze  avec le huit australien composé de Ernest Chapman, Bob Tinning, Mervyn Finlay, Edward Pain, Phil Cayser, Tom Chessell, David Anderson et Geoff Williamson.